# Pat Matzdorf

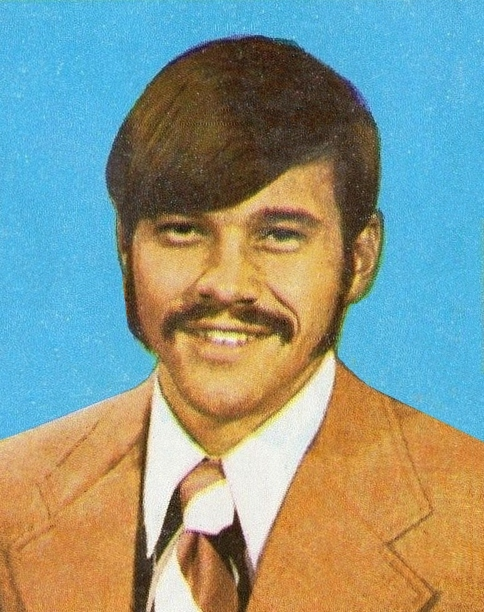
Pat Matzdorf 1972.

Patrick ("Pat") Clifford Matzdorf, född 26 december 1949 i Sheboygan, Wisconsin, är en före detta höjdhoppare från USA. Matzdorf är mest känd för att ha satt världsrekord i höjdhopp med resultatet 2,29 vid en World All-Star-tävling (mer eller mindre en landskamp mellan USA och Sovjetunionen) i Berkeley, Kalifornien, den 3 juli 1971.

## Idrottskarriär
Matzdorf, som vid tiden för världsrekordhoppet var student vid University of Wisconsin, kom till tävlingen med ett personligt rekord på 2,21, noterat inomhus i mars samma år. Matzdorf klarade världsrekordhöjden 2,29 i sitt tredje och sista försök. därmed raderade han ut sovjeten Valerij Brumels nästan åtta år gamla notering 2,28 från världsrekordlistorna. Matzdorfs rekord kom att stå sig i drygt två år, då landsmannen Dwight Stones hoppade 2,30.
Samma år vann Matzdorf guld vid Panamerikanska spelen i Cali, Colombia. Segerresultatet blev 2,10.
Som världsrekordinnehavare var Matzdorf en av förhandsfavoriterna inför OS i München 1972, men skador i bland annat rygg och knän gjorde att hans träning och tävlande fram emot mästerskapet blev något undermåliga. Matzdorf blev bara femma vid de amerikanska uttagningstävlingarna, och kvalificerade sig därför inte till de olympiska spelen.
Matzdorf fortsatte att hoppa efter att ha avslutat sina matematikstudier detta och lade om teknik från dyk- till floppstil 1974. Hans bästa resultat med denna stilart var 2,24 från 1975.  1981 var det sista året som Matzdorf hoppade på nationell nivå, med ett bästa resultat på 2,13.
Emellertid slutade Matzdorf aldrig helt med höjdhoppandet, och hoppade 1991, som 41-åring, över 1,92.